# Austrolycopodium magellanicum
 (août 2025).
Espèce
Austrolycopodium magellanicum est une espèce de plantes vasculaires appartenant à la sous-famille des Lycopodioidées. Ce genre regroupe des espèces de lycopodes, des plantes primitives qui existent depuis le Dévonien et qui jouent un rôle clé dans les écosystèmes forestiers et montagneux. Principalement retrouvée en Amérique du Sud, notamment dans les régions tempérées et froides des Andes et de la Patagonie, cette espèce s’adapte à des habitats variés, souvent en altitude ou dans des environnements humides.

## Taxonomie

### Historique
Cette espèce fut initialement décrite sous le nom de Lycopodium magellanicum par Carl von Linné en 1753. Avec l’avancement des études phylogénétiques, elle fut déplacée dans le genre Austrolycopodium, qui regroupe des espèces d’Amérique du Sud et d’Océanie ayant des caractéristiques distinctes des autres lycopodes. Le nom spécifique magellanicum fait référence à la région de Magellan, dans le sud du Chili et de l'Argentine, où cette plante fut initialement observée.

### Description
Austrolycopodium magellanicum est une plante vivace au port rampant ou légèrement ascendant. Elle se distingue par ses tiges fines et ramifiées, recouvertes de petites feuilles imbriquées qui lui confèrent un aspect dense et moussu. Les tiges sont prostrées ou légèrement dressées, atteignant généralement de 10 à 30 cm de longueur. Elles possèdent une structure dichotomique, caractéristique des lycopodes, avec des ramifications régulières. Les feuilles, appelées microphylles, sont petites (2 à 5 mm de long) et disposées en spirale autour des tiges. Elles sont étroites, lancéolées et recouvertes de poils fins qui contribuent à leur apparence veloutée. Cette espèce se reproduit par des spores produites dans des sporanges situés à la base de structures spécialisées appelées strobiles. Les strobiles, souvent dressés, mesurent de 1 à 5 cm et se forment à l’extrémité des tiges fertiles. A. magellanicum se distingue des autres espèces du genre par la densité de ses feuilles et par la forme légèrement incurvée de ses strobiles.

### Risque de confusion
Elle peut être confondue avec Austrolycopodium clavatum, mais cette dernière présente des tiges plus robustes et des feuilles moins imbriquées.

## Répartition et habitat
Austrolycopodium magellanicum est principalement présent dans les régions tempérées et froides de l’hémisphère sud, notamment en Amérique du Sud. Son aire de répartition s’étend des zones montagneuses des Andes, depuis le sud du Pérou jusqu’à la Terre de Feu en Argentine et au Chili, incluant également la Patagonie. Cette espèce a également été signalée dans certaines îles subantarctiques.
Elle colonise généralement des habitats situés entre 500 et 2500 mètres d’altitude. On la retrouve dans des milieux variés, notamment dans les prairies d’altitude, les landes humides et tourbeuses et les sous-bois clairs des forêts tempérées. Elle préfère les sols acides et bien drainés, souvent sur des substrats rocheux ou des pentes abruptes exposées à des conditions climatiques rigoureuses.

## Alcaloïdes isolés d’Austrolycopodium magellanicum
Les alcaloïdes sont des composés organiques azotés souvent bioactifs, largement retrouvés dans les plantes. Austrolycopodium magellanicum produit plusieurs alcaloïdes d’intérêt pharmacologique, notamment (–)-magellanine, (+)-magellaninone et (+)-paniculatine.

### Molécules
1. (–)-Magellanine et (+)-Magellaninone : Ces deux molécules appartiennent à une famille d'alcaloïdes appelés fawcettimines. Elles ont une structure complexe composée de plusieurs anneaux imbriqués (un type de squelette chimique qu’on appelle tétracyclique 6-5-5-6). La principale différence entre elles est une petite variation chimique au niveau d’un atome de carbone (le carbone C5).
2. (+)-Paniculatine : Cette molécule est un peu différente : elle appartient à une autre famille d’alcaloïdes appelée lycopodines et possède une structure unique avec des groupes chimiques particuliers.

### Découverte
Ces alcaloïdes ont été extraits pour la première fois dans les années 1970 par une équipe de chercheurs dirigée par Castillo. Leur travail a permis d’enrichir les connaissances sur les molécules produites par les plantes de la famille des Lycopodiaceae.

### Intêret pour la recherche
Ces alcaloïdes pourraient être utiles dans le traitement de certaines maladies grâce à leurs propriétés biologiques potentiellement intéressantes :
- Lutte contre les maladies neurodégénératives : certains de ces alcaloïdes pourraient empêcher la dégradation d’une molécule importante dans le cerveau, l’acétylcholine, ce qui pourrait aider à traiter des maladies comme Alzheimer.
- Effet anticancéreux : des études montrent que certaines molécules apparentées peuvent ralentir la croissance de cellules cancéreuses.
- Propriétés anti-inflammatoires : elles pourraient réduire les inflammations en modulant la réponse du système immunitaire.

## Conservation
À ce jour, Austrolycopodium magellanicum ne figure pas sur la liste des espèces menacées de l’Union Internationale pour la Conservation de la Nature (UICN). Cependant, comme de nombreuses espèces alpines et subantarctiques, elle peut être vulnérable aux changements environnementaux, notamment ceux liés au réchauffement climatique et aux activités humaines.
Des efforts de conservation des écosystèmes montagnards et subantarctiques sont en cours dans plusieurs pays d’Amérique du Sud, en particulier dans les parcs nationaux de la Patagonie et des Andes. Ces zones protégées permettent de préserver les habitats naturels de l’espèce et de limiter les impacts anthropiques. La surveillance de l’évolution des populations de Austrolycopodium magellanicum ainsi que la promotion de sa culture en dehors des habitats naturels pourraient contribuer à sa préservation à long terme.